# Risoluzione (Parlamento)
La risoluzione è uno degli atti con cui il Parlamento indirizza il Governo. Non ha valore formale ma meramente procedurale, non incide giuridicamente sulla vita del Governo, infatti in caso di voto contrario non è tenuto a dimettersi, a meno che non vi abbia posto la questione di fiducia, ma ha valore politico.
Affini alle mozioni, vengono presentate a conclusione di un dibattito.